# The Pirate Movie
 (juillet 2012).
Si vous disposez d'ouvrages ou d'articles de référence ou si vous connaissez des sites web de qualité traitant du thème abordé ici, merci de compléter l'article en donnant les références utiles à sa vérifiabilité et en les liant à la section « Notes et références ».
The Pirate Movie, ou Le Pirate de mes rêves au Québec, est un film de comédie musicale australien réalisé en 1982 par Ken Annakin, avec pour acteurs principaux Christopher Atkins et Kristy McNichol.
Le film est sorti en France le 22 décembre 1982 sous le titre Pirate Movie.

## Distribution
- Christopher Atkins (VF : Vincent Ropion) : Frederic
- Kristy McNichol (VF : Maïk Darah) : Mabel Stanley
- Ted Hamilton (en) : The Pirate King
- Bill Kerr : Major-General
- Maggie Kirkpatrick (en) : Ruth, infirmière du bateau
- Garry McDonald (en) : Sergeant/Inspecteur
- Rhonda Burchmore (en) : Kate, Sister
- Des McKenna : Keystone Cop, Stand-In for Garry McDonald
- Rick McKenna : Pirate, cascade
- Glen Rhuelands : Keystone Cop, cascade
- Phil Brock : Policier

## Bande sonore
La bande originale du film a été réalisée sous la forme d'un double album par Polydor Records.

### Album
The Pirate Movie: The Original Soundtrack from the Motion Picture
A1 – "Victory" – The Pirates (2:37)
A2 – "First Love" – Kristy McNichol et Christopher Atkins (4:13)
A3 – "How Can I Live Without Her" – Christopher Atkins (3:08)
A4 – "Hold On" – Kristy McNichol (3:14)
A5 – "We Are the Pirates" – Ian Mason (3:36)
B1 – "Pumpin' and Blowin'" – Kristy McNichol (3:05)
B2 – "Stand Up and Sing" – Kool & The Gang (4:32)
B3 – "Happy Ending" – The Peter Cupples Band (4:58)
B4 – "The Chase" – Peter Sullivan et The Orchestra (1:33)
B5 – "I Am a Pirate King" – Ted Hamilton and The Pirates (2:03)
C1 – "Happy Ending" – The Cast of The Pirate Movie (4:18)
C2 – "The Chinese Battle" – Peter Sullivan et The Orchestra (2:36)
C3 – "The Modern Major General's Song" – Bill Kerr et la distribution du film (2:00)
C4 – "We Are the Pirates" – The Pirates (2:18)
C5 – "Medley" – Peter Sullivan et The Orchestra (4:03)
D1 – "Tarantara" – Gary McDonald et The Policemen (1:53)
D2 – "The Duel" – Peter Sullivan et The Orchestra (4:04)
D3 – "The Sisters' Song" – The Sisters (2:42)
D4 – "Pirates, Police and Pizza" – Peter Sullivan et The Orchestra (3:32)
D5 – "Come Friends Who Plough the Sea" – Ted Hamilton et The Pirates (2:00)

### Singles
Kristy McNichol & Christopher Atkins – "First Love"
A – "First Love" – Kristy McNichol et Christopher Atkins
B – "Come Friends Who Plough the Sea" – Ted Hamilton et The Pirates
Christopher Atkins – "How Can I Live Without Her"
A – "How Can I Live Without Her" – Christopher Atkins
B – "I Am a Pirate King" – Ted Hamilton et The Pirates